# Jasminum simplicifolium
Espèce
Jasminum simplicifolium (syn. Jasminum volubile), appelé communément jasmin volubile, est une espèce de plantes à fleurs de la famille des Oleaceae. C'est une plante à parfum.